# Robin Backhaus
Pour les articles homonymes, voir Robin Backhaus (natation, 1989) et Backhaus.
Robin James Backhaus (né le 12 février 1955 à Lincoln) est un nageur américain spécialiste des épreuves de papillon et de nage libre. Il a remporté la médaille de bronze du 200 m papillon lors Jeux olympiques de 1972 à Munich, ainsi que deux titres mondiaux l'année suivante.

## Palmarès

### Jeux olympiques
- Jeux olympiques de 1972 à Munich (Allemagne de l'Ouest) :
  -  Médaille de bronze du 200 m papillon.

### Championnats du monde
- Championnats du monde 1973 à Belgrade (Yougoslavie) :
  -  Médaille d'or du 200 m papillon.
  -  Médaille d'or au titre du relais 4 × 200 m nage libre.
  -  Médaille de bronze du 100 m papillon.